# Distretto di Samba
Il distretto di Samba è un distretto del Jammu e Kashmir, in India, di 19 961 abitanti. È situato nella divisione del Jammu e il suo capoluogo è Samba.